# انالیلا
انالیلا (به لاتین: Analila) یک سکونتگاه مسکونی در ماداگاسکار است که در سوفیا (ماداگاسکار) واقع شده‌است.

## خصوصیات
انالیلا ۱۶٬۰۰۰ نفر جمعیت دارد و ۱٬۲۲۰ متر بالاتر از سطح دریا واقع شده‌است.